# De Havilland Gipsy
de Havilland Gipsy — британский 4-цилиндровый рядный двигатель воздушного охлаждения, разработанный в 1927 году Фрэнком Хэлфордом из компании de Havilland. Предназначался для замены мотора самолёта de Havilland DH.60 Moth — ADC Cirrus. Ранние модели имели стандартную конфигурацию и рабочий объём около 5 литров, более поздние были перевёрнутыми и с увеличенными объёмом и мощностью.
В межвоенный период двигатели Gipsy стали одним из самых популярных типов силовой установки спортивных самолётов, а также часто устанавливались на лёгких, учебных, связных ЛА и воздушных такси, как британских, так и иностранных, ещё долго после Второй мировой войны. Успех, достигнутый компанией de Havilland Aircraft Company благодаря появлению Gipsy, выражался не только в увеличении количества выпущенных лёгких самолётов, но и в переходе к самостоятельному производству авиадвигателей.
Некоторые двигатели Gipsy, установленные на сохранившихся старинных самолётах, остаются в эксплуатации и по сей день.

## История
Gipsy, как и более ранний ADC Cirrus, появился в результате сотрудничества между авиастроителем Джеффри де Хэвиллендом и конструктором Фрэнком Хэлфордом, а история появления обоих этих двигателей напрямую связана с самолётом D.H.60 Moth.

### Предшественник: Cirrus
В 1925 году Джеффри де Хэвилленду потребовался надёжный дешёвый двигатель для установки на лёгких спортивных самолётах. Подходящим мог бы стать 8-цилиндровый V-образный мотор с воздушным охлаждением Renault 8G времён Первой мировой войны, но его мощность и вес примерно вдвое превышали необходимые параметры. Хэлфорд разработал на его основе новую конструкцию, в которой использовались цилиндры и некоторые иные части оригинального Renault и автомобильные детали, а также созданный им 4-цилиндровый картер. Мощность получившегося двигателя составляла 60 л.с. (44 кВт); хотя это и было несколько меньше изначально заявленного, он всё равно превосходил большинство аналогичных современных ему моделей, особенно тех из них, которые фактически представляли собой мотоциклетные двигатели, приспособленные для работы на большой высоте. С появлением надёжной силовой установки компания de Havilland смогла приступить к выпуску D.H.60 Moth, а наличие не менее надёжного учебного самолёта ознаменовало новый этап в развитии британского авиаспорта.
Однако, к 1927 году, Moth чуть не стал жертвой собственного успеха: постоянный спрос истощал запасы имевшихся в наличии Renault 8G, необходимых для производства двигателей Cirrus. Теперь, когда продажи самолёта обеспечили надежную финансовую поддержку компании, руководством de Havilland Aircraft было принято решение о постройке собственного завода по выпуску двигателей. Разработка нового мотора опять была поручена Хэлфорду; на сей раз речь шла о конструкции, сопоставимой с последней модификацией Cirrus, 105-сильным Cirrus Hermes.

### Гоночный самолёт DH.71 Tiger Moth
Мощность этого нового двигателя должна была составлять 135 л.с. (99 кВт) у прототипа и 100 л.с. (74 кВт) для серийных образцов. Одновременно с началом конструкторских работ у Хэлфорда, де Хэвилленд спроектировал "испытательный стенд" — небольшой гоночный самолёт D.H.71. Было построено 2 D.H.71 и, несмотря на полученное ими громкое имя Tiger Moth, их гоночная карьера прошла без особых происшествий. Единственным заметным достижением стал установленный мировой рекорд скорости (299 км/ч) в их весовой категории. (Позже название Tiger Moth было использовано вновь, оно досталось учебному D.H.82). Куда лучших результатов, чем в гонках, удалось добиться в работах над новым двигателем; к моменту завершения спортивной карьеры D.H.71 была создана его 100-сильная (74 кВт) серийная модификация, названного Gipsy.

### Описание двигателя
Как и Cirrus, новый Gipsy был 4-цилиндровым рядным двигателем воздушного охлаждения; его вес составлял около 300 фунтов, а мощность — 98 л.с. (73 кВт) при 2100 об/мин. Диаметр цилиндров 4,5 дюйма (110 мм), ход поршня 5 дюймов (130 мм), объём 319 кубических дюймов (5,23 л). Вскоре на его основе был создан 120-сильный (88 кВт) Gipsy II; оба типа устанавливались на D.H.60G Gipsy Moth. Новый двигатель зарекомендовал себя легко управляемым, простым в обслуживании и, как показало множество дальних полётов с его использованием, надежным.

### Появление модели Gipsy Major

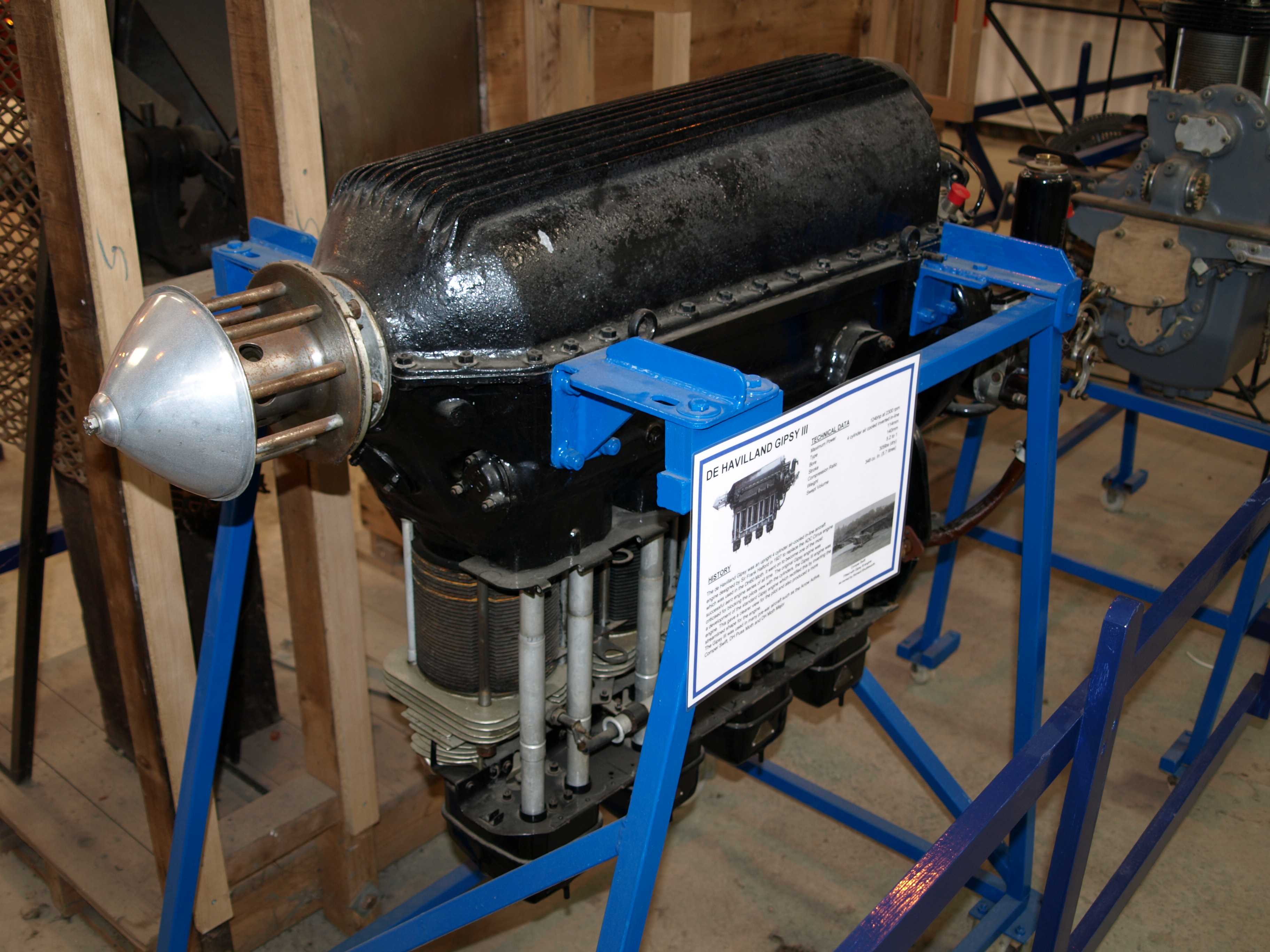
de Havilland Gipsy III в экспозиции Собрания Шаттлуорта

Несмотря на все плюсы, у нового двигателя имелся один недостаток: его цилиндры как и у других моторов того периода, были установлены выше коленчатого вала и, следовательно, закрывали обзор пилоту. Опустить двигатель ниже не представлялось возможным, поскольку коленчатый вал был напрямую соединён с пропеллером, который нельзя было размещать слишком низко, чтобы он не задевал землю, особенно при посадке на неровных ухабистых полях. Решение пришло с неожиданной стороны: по утверждениям некоторых пилотов, летавших на DH Moth, они могли бы проделывать это даже вверх ногами, если бы в таком положении карбюратор и топливный бак не оказывались перевёрнутыми. Хэлфорд решил проверить возможность подобного, установив двигатель Gipsy вверх дном, а затем развернув его карбюратор так, чтобы он снова оказался в правильном положении. Конструкция оказалась столь же работоспособной, как и обычный Gipsy, и вскоре Gipsy I и II на конвейере сменил перевёрнутый 4-цилиндровый Gipsy III. D.H.60 с этим новым двигателем стал именоваться D.H.60 G-III; а позже, поскольку на основе Gipsy III был создан Gipsy Major, — Moth Major.
Опираясь на результаты, достигнутые успехом D.H.60,  де Хэвилленд приступил к созданию других спортивных и учебных самолётов с двигателями Gipsy собственного изготовления. Компания стала выпускать двигатели Gipsy и для других авиапроизводителей, а Gipsy Major стал наиболее популярным двигателем и применялся при создании многих проектов лёгких самолётов, как британских, так и иностранных. Наиболее примечательным было его использование на знаменитом учебном самолёте периода Второй мировой войны, D.H.82A Tiger Moth.

## Модификации

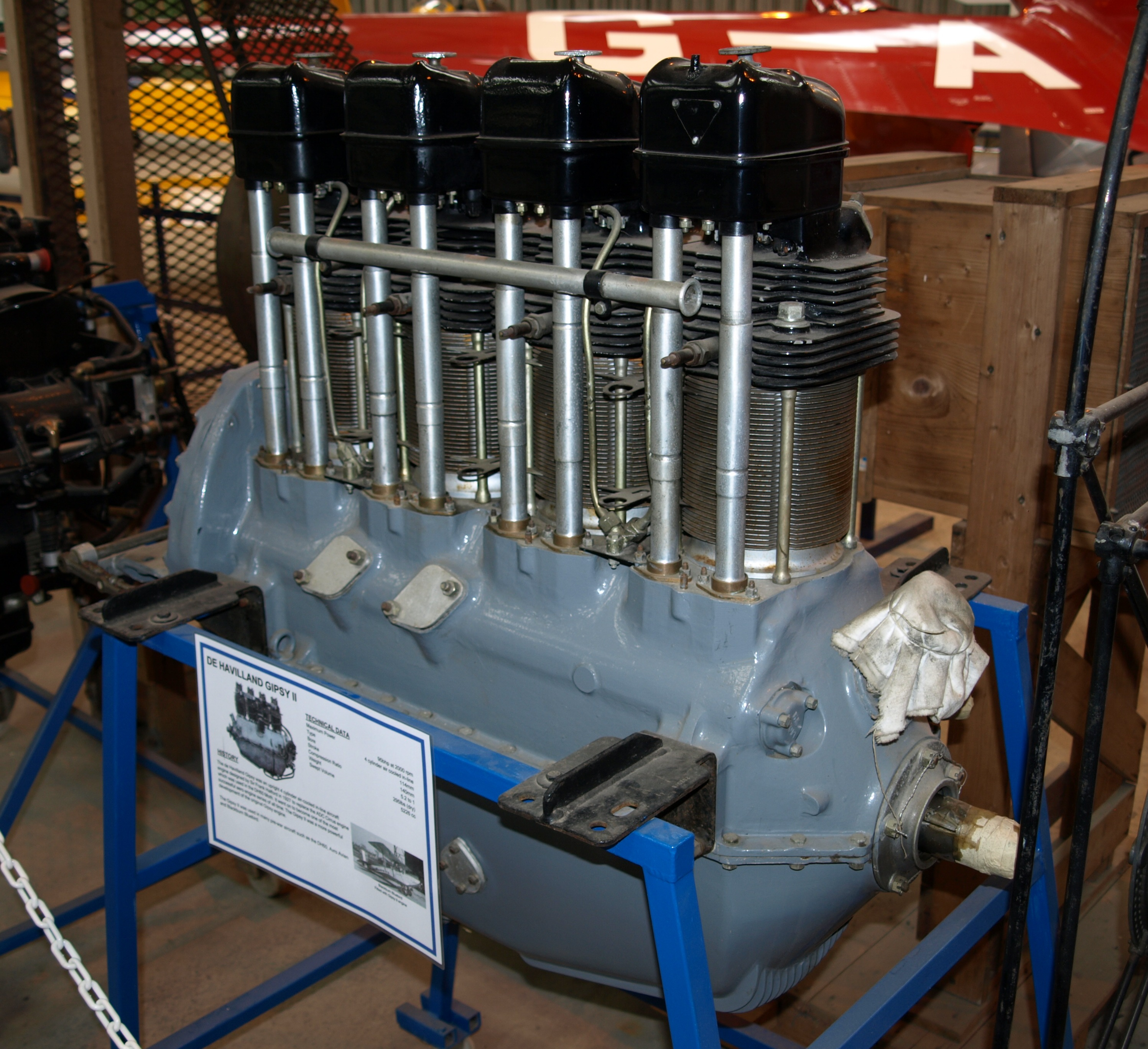
Gipsy II из Собрания Шаттлуорта

Gipsy I
Первоначальная серийная модификация. выпущено 1445.
Gipsy II
Ход поршня увеличен до 140 мм. Мощность 120 л.с. (90 кВт) на 2,300 об/мин. Выпущено 309.
Gipsy III
Аналогичен Gipsy II, но перевёрнутый. 611 экземпляров.
Gipsy IV
Развитие Gipsy III, также перевёрнутый, но уменьшенный, для лёгких спортивных самолётов. Предшественник Gipsy Minor. Мощность 82 л.с. (61 кВт).
Gipsy Major
Дальнейшее развитие Gipsy III. Мощность у ранних образцов 130 л.с. (92 кВт), позже 141 и 145 л.с. (105, 110 кВт)
Gipsy Minor
Развитие Gipsy IV. Мощность 90 л.с. (67 кВт).
Gipsy R
Гоночный вариант для de Havilland DH.71 Tiger Moth. 135 л.с. (100 кВт) на 2,850 об/мин.
Wright-Gipsy L-320
Выпускавшийся по лицензии в США Gipsy I.

## Применение
Источник: Lumsden. Не указаны двигатели Gipsy Minor и Major.

### Gipsy I
Великобритания
- Avro Avian
- Blackburn Bluebird IV
- de Havilland DH.60G Gipsy Moth

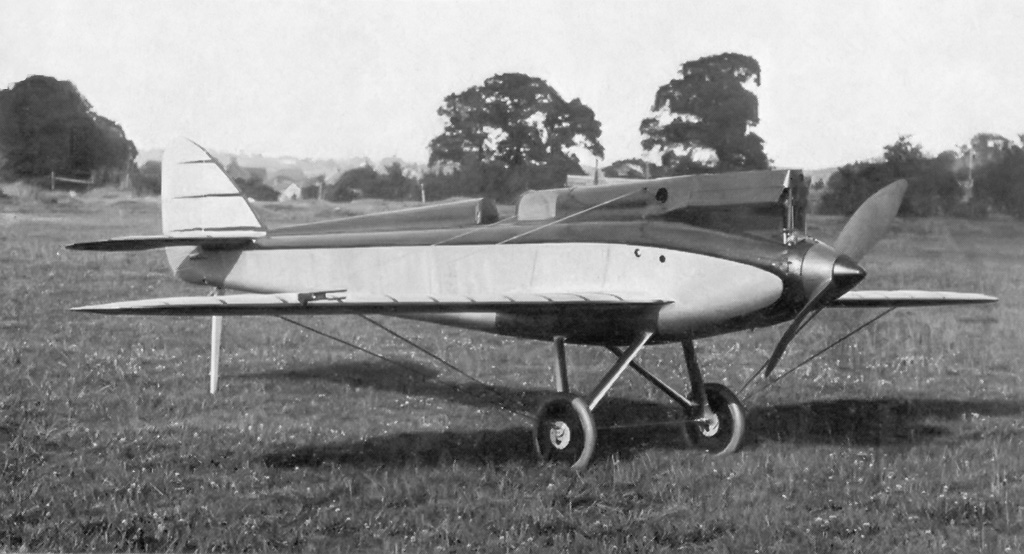
Гоночный DH.71 Tiger Moth

- de Havilland DH.60T Gipsy Moth Trainer
- de Havilland DH.71 Tiger Moth (гоночный)
- Simmonds Spartan
- Southern Martlet
- Spartan Arrow
- Westland Widgeon

 Италия
- Breda Ba.15

 Латвия
- VEF I-15A

 Польша
- Bartel BM-4
- PZL.5

### Gipsy II
Великобритания
- Airspeed Ferry
- Avro Avian
- Blackburn Bluebird IV
- de Havilland DH.60G Gipsy Moth

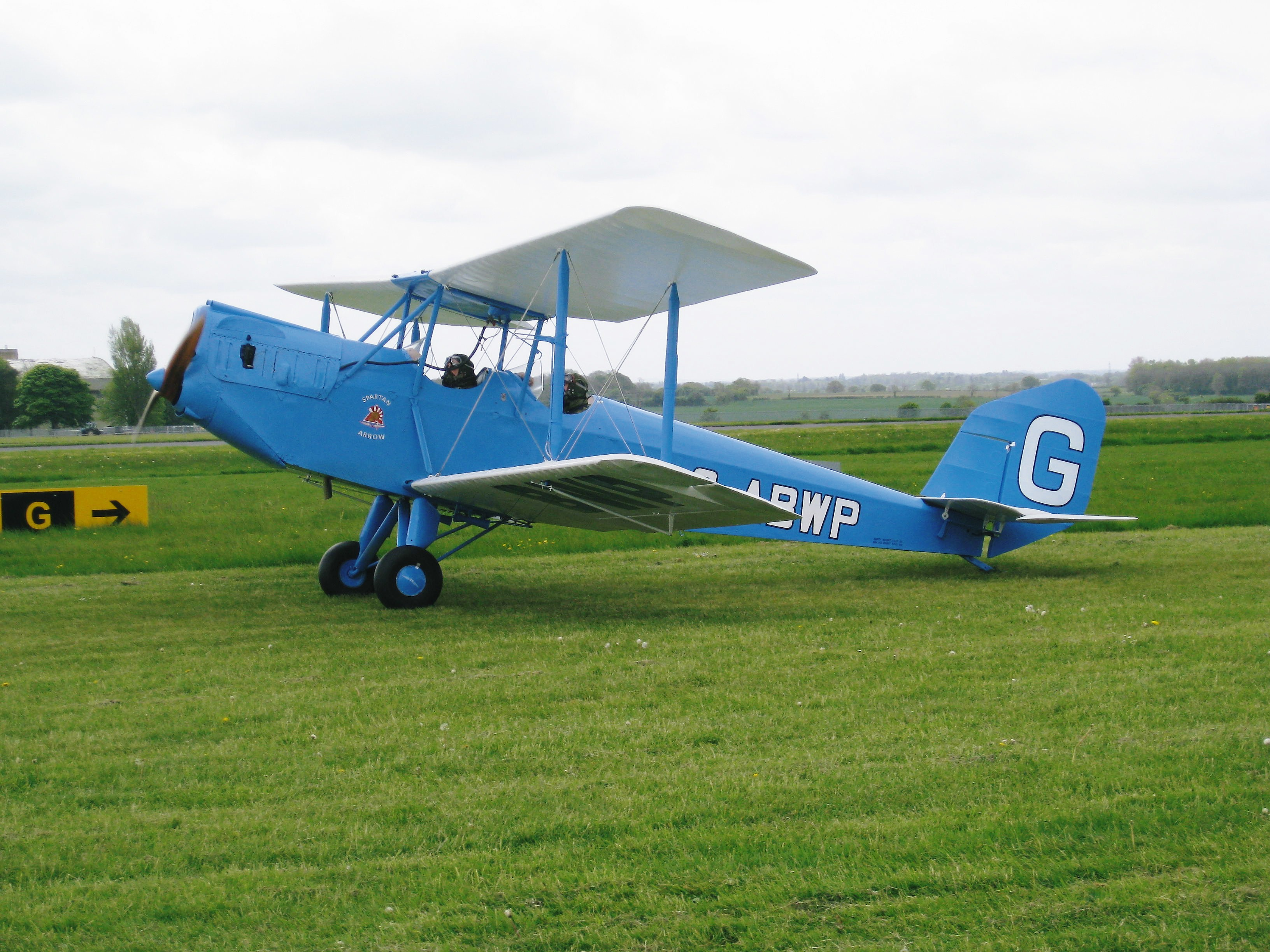
Spartan Arrow с двигателем Gipsy

- de Havilland DH.60T Gipsy Moth Trainer
- Saro Cutty Sark
- Saro Windhover
- Short Mussel
- Simmonds Spartan
- Southern Martlet
- Spartan Arrow
- Spartan Three Seater

 Латвия
- VEF I-15B

 Польша
- PZL.5
- RWD-4

### Gipsy III

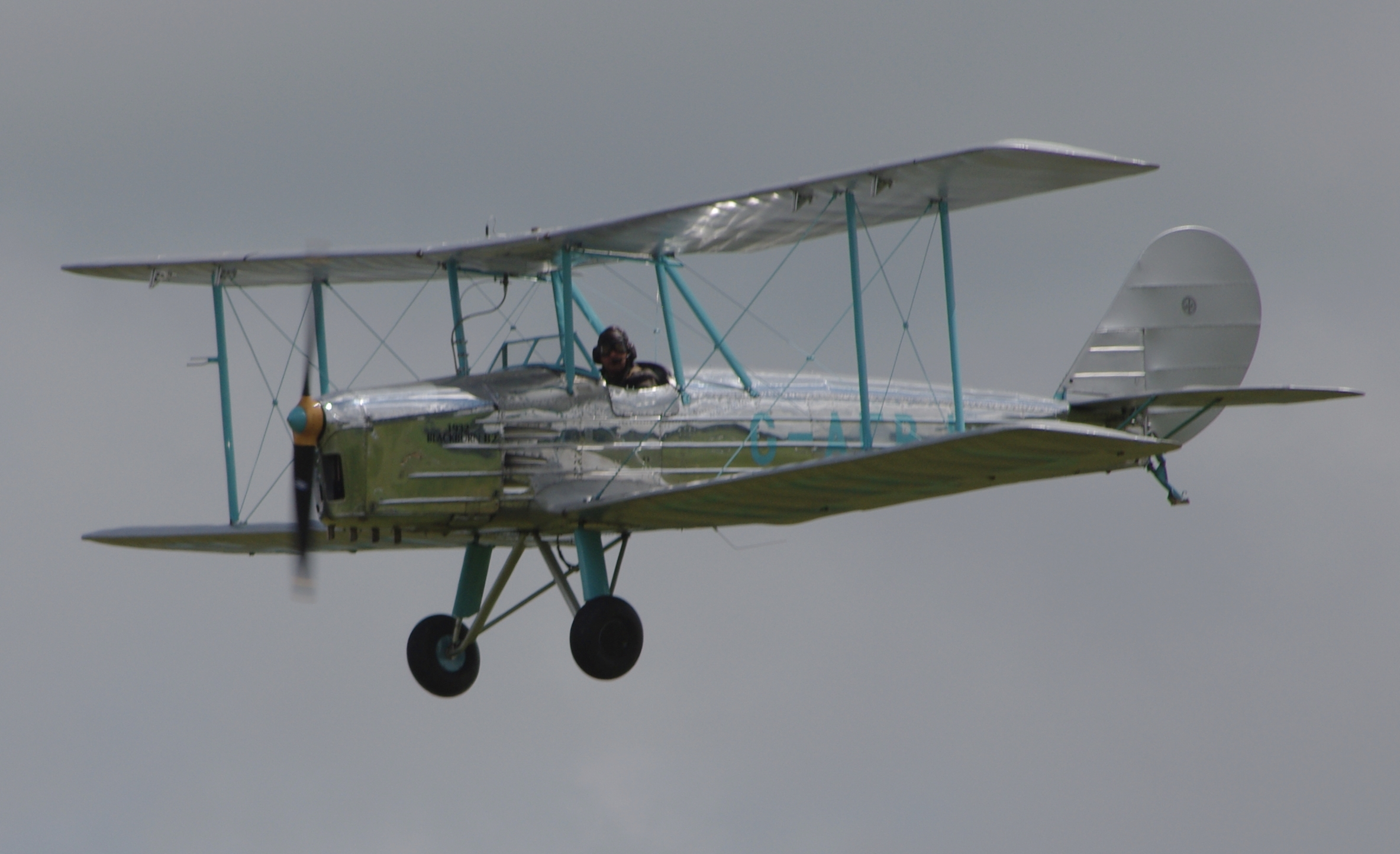
Сохранившийся Blackburn B-2

Великобритания
- Airspeed Ferry
- Arrow Active
- Avro Avian
- Blackburn Bluebird IV
- Blackburn B-2
- Blackburn-Saro Meteor
- Cierva C.24
- Comper Swift
- de Havilland Fox Moth
- de Havilland DH.60G Gipsy Moth
- de Havilland Hornet Moth
- de Havilland DH.60GIII Moth Major
- de Havilland Leopard Moth
- de Havilland Puss Moth
- de Havilland DH.82A Tiger Moth I
- de Havilland T.K.1
- Desoutter Mk.II
- Miles Hawk
- Miles Hawk Major
- Saro Cutty Sark
- Saro-Percival Mailplane
- Spartan Cruiser
- Westland-Hill Pterodactyl

 Франция
- Bloch MB.90

 Нидерланды
- Pander P-3

 Германия
- Darmstadt D-22
- Heinkel He 64C
- Klemm Kl 26
- Klemm Kl 27
- Klemm Kl 32

 Италия
- Breda Ba.33
- Stipa-Caproni

 Польша
- Bartel BM-4
- PZL.19

### Gipsy IV
- de Havilland Swallow Moth

### Gipsy R
- de Havilland DH.71 Tiger Moth

## Сохранившиеся самолёты с двигателями Gipsy
По состоянию на октябрь 2010 года в Британском регистре летательных аппаратов числилось 17 самолётов de Havilland DH.60 Moth с мотором Gipsy. Однако, не все они находились в лётнопригодном состоянии.

## Двигатель в экспозициях музеев
- de Havilland Aircraft Heritage Centre
- Музей Королевских ВВС в Косфорде
- Собрание Шаттлуорта (Олд Уорден, Бедфордшир);
- Аэродром Олд Райнбек (Ред-Хук[англ.], штат Нью-Йорк, США)[8]